# Victor Alexander da Silva
Victor Alexander da Silva (Belo Horizonte, 23 de julho de 1999), mais conhecido como Vitinho, é um futebolista brasileiro que atua como lateral-direito. Atualmente joga no Botafogo.

## Carreira

### Cruzeiro
Vitinho iniciou sua trajetória como jogador aos seis anos de idade, quando chegou às categorias de base do Cruzeiro. Se destacou na disputa da Copa Libertadores Sub-20 de 2018, quando marcou dois gols em três partidas e foi promovido ao time principal pelo técnico Mano Menezes.
Fez sua estreia como profissional no dia 19 de maio de 2018, substituindo Robinho aos 22 minutos do 2º tempo do clássico contra o Atlético Mineiro, válido pela 6º rodada do Campeonato Brasileiro.

### Cercle Brugge
Ainda em 2018, Vitinho foi comprado pelo Cercle Brugge, da Bélgica, pelo valor aproximado de R$ 10 milhões. O brasileiro assinou contrato por cinco temporadas com o clube belga.
Após uma difícil adaptação, o atleta teve atuações de destaque a partir da temporada 2020–21 da Jupiler Pro League, a primeira divisão do futebol belga, quando foi titular durante a maior parte do torneio, marcando um gol e dando duas assistências em 28 partidas.
Na temporada 2021–22 atuou em 33 partidas, marcando um gol e distribuindo uma assistência. Chamou a atenção de Vincent Kompany, então técnico do Anderlecht, que o levou consigo para o Burnley, da Inglaterra.

### Burnley
Vitinho assinou, em julho de 2022, um contrato de quatro temporadas com a equipe inglesa. O treinador Vincent Kompany destacou que "Vitinho é um lateral rápido e forte, que pode ir à frente e defender com a mesma qualidade. Ele tem ótima habilidade técnica e será um grande acréscimo ao nosso elenco. Nós temos a expectativa de recebê-lo em nosso time". O jogador foi um dos destaques da equipe inglesa que conquistou a Championship, segunda divisão do futebol inglês, em 2022-23, com 3 gols e três assistências em 41 jogos.
Disputou a Premier League na temporada 2023–24, acumulando 32 partidas e anotando uma assistência. O clube acabou rebaixado novamente à segunda divisão.

### Botafogo
Após seis temporadas no futebol europeu, Vitinho acertou seu retorno para o futebol brasileiro em 2024. O Botafogo pagou 8 milhões de euros (R$49,6 milhões à cotação da época) mais €1 milhão em possíveis bônus para adquiri-lo junto ao Burnley. Tais cifras tornaram o jogador o defensor mais caro da década no futebol brasileiro. Vitinho estreou pelo Botafogo na vitória sobre o Corinthians por 2 a 1, em 14 de setembro, no Nilton Santos, partida valida pela 26ª rodada do Campeonato Brasileiro.

## Seleção Brasileira
Logo após ganhar destaque pela Copa Libertadores Sub-20 de 2018, foi convocado em abril do mesmo ano pelo técnico Carlos Amadeu para a Seleção Brasileira Sub-20 visando a preparação para o Campeonato Sul-Americano Sub-20 de 2019.
Logo em seguida, em maio, foi convocado pelo técnico Tite para compor o elenco da Seleção Brasileira principal em um período de treinos na Inglaterra.

## Títulos
Burnley
- EFL Championship: 2022–23

Botafogo
- Copa Libertadores da América: 2024
- Campeonato Brasileiro: 2024